# Ananas
El género Ananas comprende 9 especies aceptadas, de las casi 60 descritas, de plantas de flor de la familia de las bromeliáceas, de las cuales la más conocida y aprovechada es la piña, Ananas comosus.

## Distribución
Son plantas herbáceas, de origen americano y hábitat tropical. Se difundieron a partir del siglo XV con los conquistadores españoles, que las introdujeron en Hawái, Filipinas y África. Hoy A. comosus es uno de los cultivos tropicales más importantes del mundo, conformando el 20% de la producción mundial de frutos tropicales.

## Descripción
Las especies de Ananas son aparentemente acaules, con hojas rígidas que crecen formando grandes rosetas basales en forma de corona. Son largas, lanceoladas, con el margen serrado o espinoso. Las flores nacen de un tallo brotado del corazón de la roseta; cada una posee su propio sépalo, y forman una inflorescencia compacta en forma de espiga sobre un tallo axial corto y robusto. Los sépalos se vuelven carnosos y jugosos y se desarrollan hasta formar el fruto compuesto, un sincarpo que incorpora los frutos verdaderos, bayas de reducido tamaño, coronado por una roseta de brácteas.

## Taxonomía

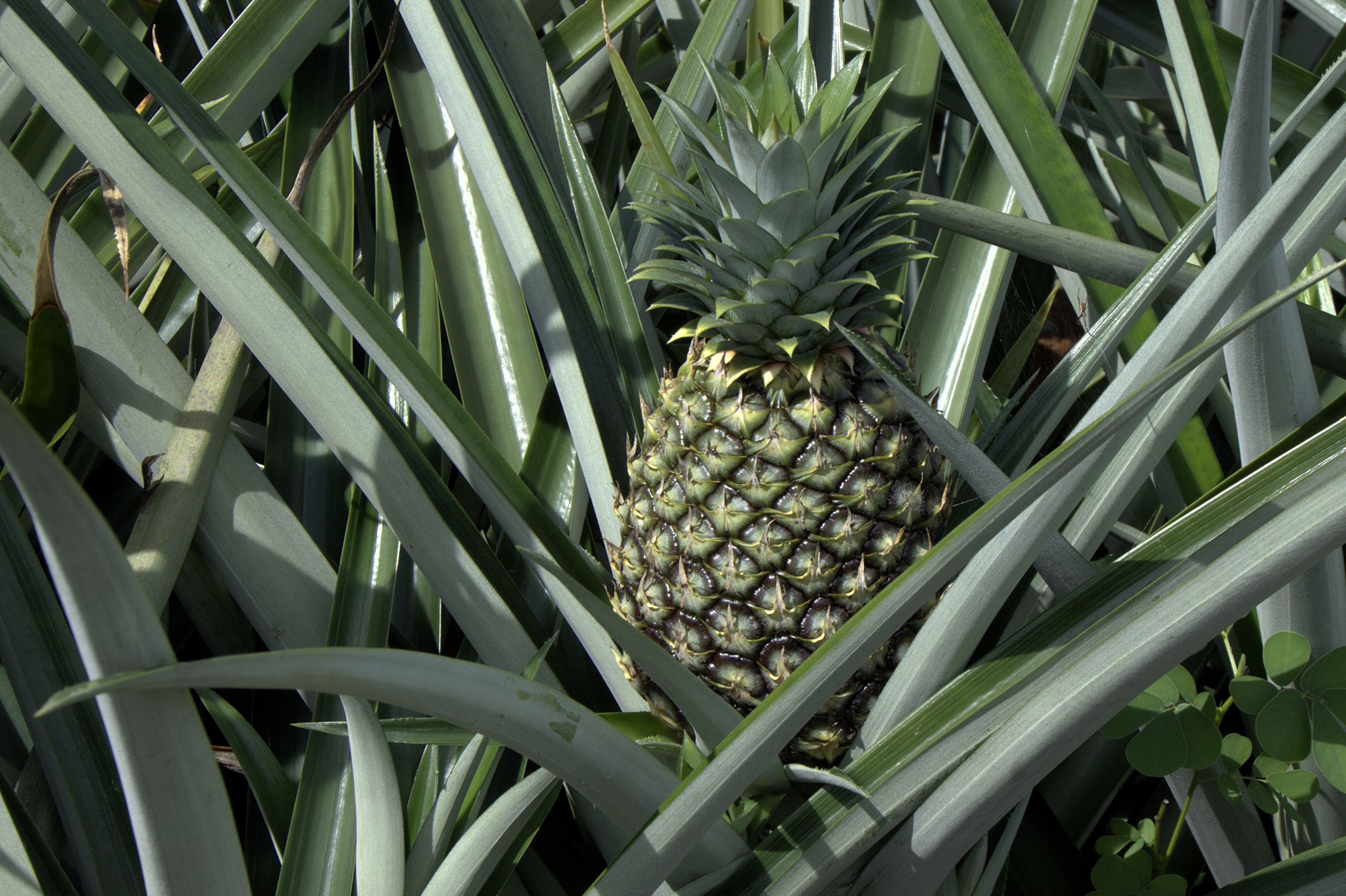
Piña en su planta, Costa Rica.

El género fue descrito por Philip Miller y publicado en The Gardeners Dictionary...Abridged...,fourth edition, no. 1., 1754. La especie tipo es Bromelia ananas L.
Etimología
El término "piña" se adoptó por su semejanza con el cono de una conífera; la palabra ananá es de origen guaraní, del vocablo naná naná, que significa «perfume de los perfumes».  Ananas es una latinización que deriva de la anterior.

## Especies aceptadas
- Ananas ananassoides (Baker) L.B.Sm.
- Ananas bracteatus (Lindl.) Schult. & Schult.f.
- Ananas comosus (L.) Merr.
- Ananas fritzmuelleri Camargo
- Ananas lucidus Mill.
- Ananas monstrosus (Carrière)
- Ananas parguazensis Camargo & L.B.Sm.
- Ananas sagenaria (Arruda) Schult. & Schult.f.